# チーム・ディズニー
チーム・ディズニー（Team Disney）は、TBSテレビ（関東ローカル）で1993年10月2日から1995年9月30日にかけて毎週土曜17時00分 - 17時30分に放送されたディズニーの番組。ステレオ放送。

## 概要
お笑いコンビのK2が出川哲朗と一緒にディズニーランドやディズニーリゾートのアトラクションなどを紹介する番組であった。
放送終了後、同局では現在も他のバラエティ番組（例 - 世界くらべてみたら）でディズニーのアトラクションを紹介している。

## 出演者
- 勝俣州和（K2）
- 堀部圭亮（K2）
- 出川哲朗

ディズニーフレンズ
- ミッキーマウス - 青柳隆志
- ミニーマウス - 水谷優子[3]
- グーフィー - 島香裕[4]

- ナレーション - 遠藤武[5]→堀内賢雄[6] ほか